# Tarkafoltos fogasponty
A tarkafoltos fogasponty (Xiphophorus variatus) az elevenszülő fogaspontyfélék családjába tartozó álelevenszülő halfaj, papagájplatti néven is ismert.

## Előfordulása
A faj természetes előfordulási területe Mexikó középső része, leginkább nyugodt vizekben él, kedveli a folyók és patakok növényzettel dúsan benőtt szélvizeit is. A világon sok helyre betelepítették, akadnak állományai Közép-Amerika déli részein és Dél-Amerika északi területein, ezen kívül Japánban is fellelhetők elvadult állományai. Hazánkban a 80-as évekig a híres margitszigeti aranyhalas tóban is éltek, ám a tóban végzett munkálatok során a 2000-es évek elejére teljesen kipusztultak.

## Megjelenése
Nyúlánk testű, kecses halak. Testalkata kissé megnyúlt, színe a természetben felettébb változatos (innen a variatus fajnév) főleg a hím példányaik mindenféle színekben pompáznak, hímjeik alapszíne leggyakrabban szürkéskék vagy olajzöld és úszóik színe narancs vagy kénsárga, testüket gyakran fekete pöttyök díszítik, előfordulnak vöröses mintázottságot viselő hímek is. Nőstényeik legtöbbször szürkék.

## Életmódja
Főleg apró gerinctelenekkel, szerves törmelékkel és algákkal táplálkoznak. Szaporodását tekintve a faj álelevenszülő, az ikrákat a nőstény a testében hordozza, amíg azok készen nem állnak a kikelésre. Akváriumban bármilyen eleséget elfogad.

## Akváriumban
Békés és könnyen tartható hal, szinte bármilyen fajjal megfér. A hímek általában nem agresszívak egymással, de eltérő tapasztalatok is vannak. Vízre nem igazán igényesek, kemény vagy középkemény vízben jól érzik magukat, bizonyos vad törzsek számára érdemes téli pihenőidőszakot tartani 16-18 fok körül. A kicsik lassan fejlődnek, ezért nem olyan népszerű faj, mint másik két elterjedtebb rokona, ivadékai könnyen felnevelhetők összetört, jó minőségű szárazeleséggel vagy apró élő és fagyasztott eleségekkel. Az eredeti tiszta vad törzsek nehezen beszerezhetők, a hobbiban introgresszív hibridizációval előállított hibrid tenyészformái terjedtek el, melyek kitenyésztéséhez a papagájplattin kívül a mexikói kardfarkú halat (Xiphophorus helleri) és a széleshátú fogaspontyot (Xiphophorus maculatus) használták fel, mára az egykor fajtiszta mutáns tenyészformák is összekeveredtek ezekkel, az import példányoknak gyakran a fenotípusa sem papagájplatti jellegű. 
Ismertebb vad törzsek:
- X.variatus "Puente Escalanar"
- X.variatus "La Laguna"
- X.variatuss "Tampico"

Ismertebb vad jellegű "történelmi" törzsek:
- NDK papagájplatti

Ismertebb tenyészváltozatok:
- Parrot
- Marigold
- Tuxedo (Hawaii)
- Simpson avagy Hi-Fin